# David Torres Ortiz
David Torres Ortiz (Valladolid, 5 de marzo de 2003) es un futbolista español que juega como defensa central en el Real Valladolid C. F. de la Segunda División de España.

## Trayectoria
Es hijo del histórico jugador del Real Valladolid Javier Torres Gómez que durante 12 temporadas disputó 328 partidos con la camiseta blanquivioleta convirtiéndose en el cuarto jugador con más partidos.
Se forma en el fútbol base del Real Valladolid. Debuta con el filial el 25 de septiembre de 2021 al entrar como suplente en la segunda mitad de una derrota por 4-2 frente a la Cultural Leonesa en la Segunda División B. Para la Primera División de España 2021-22, realiza la pretemporada con el primer equipo.
Logra debutar con el primer equipo el 12 de noviembre de 2022 al partir como titular en una victoria por 0-2 frente a la UD Barbadás en la Copa del Rey.
Su debut en primera división se produjo el 21 de enero de 2023 en el estadio Metropolitano contra el Atlético de Madrid. El partido finalizó con derrota por 3 - 0  pero a pesar de ello David cuajó un buen partido en el que empezó como central y acababó como lateral izquierdo. Disputó los 90 minutos.
El 27 de julio de 2023 se confirmó que ascendía al primer equipo, con el que firma hasta el 2026, para disputar la temporada 2023-24 con el objetivo de volver a ascender a primera división, categoría perdida la temporada anterior.

## Selección nacional

### España Sub-19
En septiembre de 2021 fue convocado para dos partidos amistosos contra la selección de México sub-19. Debutó el 3 de septiembre tras salir los últimos 12 minutos de partido. El partido finalizó con victoria 5 - 1 a favor del equipo español. El segundo partido se disputó el 5 de septiembre de 2021 con victoria por 3 - 2, partido en el que fue titular y sustituido en el minuto 78 de partido cuando el partido iba empate a 2.

### España Sub-21
El 13 de octubre de 2023 debutó en un partido amistoso frente a Uzbekistán en un partido disputado en el Milliy Stadioni de Taskent y que acabó con empate a 0. David Torres jugó con el dorsal 14 y salió en el descanso para jugar la 2.ª parte, sustituyendo a Arnau Martínez.

## Clubes
Actualizado al último partido disputado el 29 de marzo de 2025.
| Club                     | País          | Año           | Partidos | Goles |
| ------------------------ | ------------- | ------------- | -------- | ----- |
| Real Valladolid Promesas | España        | 2021-2023     | 27       | 0     |
| Real Valladolid C. F.    | España        | 2022-presente | 35       | 0     |
| Total carrera            | Total carrera | Total carrera | 62       | 0     |